# Kwajalein
Kwajalein (marshalés: Kuwajleen) es un atolón que forma parte de las Islas Marshall. Está a 2100 millas náuticas de Honolulú, Hawái. Se compone de 97 islotes y un área terrestre de 6,33 km² y 839,30 km² de laguna interior, siendo, por superficie total, el atolón más grande del mundo. 
En su territorio se sitúa una de las cinco estaciones de monitorización del sistema GPS (las otras cuatro están en Colorado Springs, Hawái, Diego García y Ascensión).
Es el único atolón donde se juega una competición de fútbol en el país, la Kwajalein Championship.